# Bölverkur Eyjólfsson
Bölverkur hins gráa Eyjólfsson fue un caudillo vikingo, bóndi y poderoso goði de Helgafell, Snæfellsnes, Islandia a finales del siglo X. Hijo de Eyjólfur Þórðarson, aparece como personaje secundario de la saga de Njal, donde se interpreta que pudo también desempeñar una función como lögsögumaður, un cargo de responsabilidad jurídica en la Mancomunidad Islandesa normalmente de carácter hereditario, aunque no hay otras fuentes contemporáneas que lo ratifiquen. Dos hijos suyos fueron notables juristas, Gellir Bolverksson lögsögumaður en dos ocasiones y Eyjólf Bolverksson, uno de los tres mejores conocedores de la ley islandesa que murió en un grave conflicto armado que rozó la guerra civil durante el Althing de 1012.